# Harrison Róchez
Harrison Dwith Róchez (sinh ngày 29 tháng 11 năm 1983) là một tiền vệ bóng đá người Belize thi đấu cho câu lạc bộ Honduras Marathón ở Liga Nacional de Honduras.

## Sự nghiệp câu lạc bộ
Róchez chơi cho nhiều câu lạc bộ Belize, trước khi đến Honduras năm 2007. Anh thi đấu cho Platense và Necaxa trước khi gia nhập Marathón vào tháng 12 năm 2011.

## Sự nghiệp quốc tế
Anh có màn ra mắt cho Belize vào tháng 6 năm 2004 trong trận đấu vòng loại World Cup trước Canada và, tính đến tháng 1 năm 2010, anh ra sân 14 lần và tham gia 4 trận vòng loại World Cup.

### Bàn thắng quốc tế
Tỉ số và kết quả liệt kê bàn thắng của Belize trước.
| #  | Ngày                | Địa điểm                                           | Đối thủ              | Tỉ số | Kết quả | Giải đấu                                     |
| -- | ------------------- | -------------------------------------------------- | -------------------- | ----- | ------- | -------------------------------------------- |
| 1. | 6 tháng 2 năm 2008  | Estadio Mateo Flores, Guatemala City, Guatemala    | Saint Kitts và Nevis | 2–1   | 3–1     | Vòng loại giải vô địch bóng đá thế giới 2010 |
| 2. | 9 tháng 10 năm 2010 | Sân vận động Julián Tesucún, San José, Guatemala   | Guatemala            | 1–1   | 2–4     | Giao hữu                                     |
| 3. | 15 tháng 6 năm 2011 | Sân vận động Ato Boldon, Couva, Trinidad và Tobago | Montserrat           | 2–1   | 5–2     | Vòng loại giải vô địch bóng đá thế giới 2014 |
| 4. | 2 tháng 9 năm 2011  | Sân vận động Quốc gia, St. Georges, Grenada        | Grenada              | 2–0   | 3–0     | Vòng loại giải vô địch bóng đá thế giới 2014 |
| 5. | 14 tháng 6 năm 2015 | Sân vận động FFB, Belmopan, Belize                 | Cộng hòa Dominica    | 1–0   | 3–0     | Vòng loại giải vô địch bóng đá thế giới 2018 |

## Thống kê
| Đội bóng       | Mùa giải  | Số trận | Start | Sub | Bàn thắng | YC | RC |
| -------------- | --------- | ------- | ----- | --- | --------- | -- | -- |
| Deportes Savio | 2007–08 C | 17      | 13    | 4   | 2         | 0  | 0  |
| Deportes Savio | 2008–09 A | 16      | 9     | 7   | 1         | 1  | 0  |
| Deportes Savio | 2008–09 C | 15      | 15    | 0   | 2         | 0  | 0  |
| C.D. Platense  | 2009–10 A | 18      | 15    | 3   | 7         | 2  | 0  |